# Sonrisa gingival
En ortodoncia, una sonrisa gingival es una sonrisa involuntaria por la cual quedan expuestas las encías. Desde el punto de vista estético, numerosos pacientes la consideran problemática y se someten a tratamientos especializados. La exposición de más de 3 mm de encía por debajo del labio superior se considera sonrisa gingival.

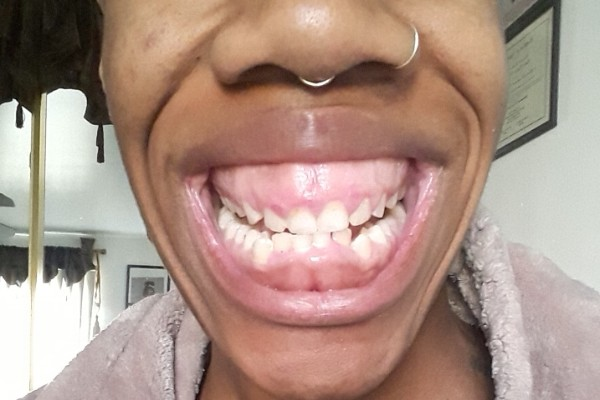
Un caso de sonrisa gingival grave en una mujer joven

Las causas de esta sonrisa son múltiples, dentro de las que se encuentran una longitud disminuida del labio superior, crecimiento aumentado de las encías, alteraciones en la erupción de los incisivos, sobrecrecimiento del hueso maxilar, hiperactividad de los músculos elevadores del labio superior o asímetría de este último.

## Tratamientos
Dependiendo de la causa, existen numerosas alternativas de tratamiento, como practicar una osteotomía sobre la mandíbula superior. Existen otros tratamientos más simples, tales como reposicionamiento del labio, inyecciones de botox, minifrenos dentales, y gingivectomía utilizando rayos láser.